# Raigachhi
Raigachhi è una suddivisione dell'India, classificata come census town, di 6.728 abitanti, situata nel distretto dei 24 Pargana Nord, nello stato federato del Bengala Occidentale. In base al numero di abitanti la città rientra nella classe V (da 5.000 a 9.999 persone).

## Geografia fisica
La città è situata a 22° 36' 26 N e 88° 26' 55 E.

## Società

### Evoluzione demografica
Al censimento del 2001 la popolazione di Raigachhi assommava a 6.728 persone, delle quali 3.445 maschi e 3.283 femmine. I bambini di età inferiore o uguale ai sei anni assommavano a 1.074, dei quali 549 maschi e 525 femmine. Infine, coloro che erano in grado di saper almeno leggere e scrivere erano 3.707, dei quali 2.000 maschi e 1.707 femmine.